# Gerd Peters (Mediziner)
Gerd Peters (* 8. Mai 1906 in Bonn; † 14. März 1987 in München) war ein deutscher Neuropathologe und Hochschullehrer.

## Leben
Peters begann seine Schullaufbahn in Bonn, die er 1925 am Deutschen Kolleg in Godesberg fortsetzte und 1926 beendete. Danach absolvierte Peters ein Studium der Medizin an der Universität Bonn, das er 1931 mit dem Staatsexamen abschloss. Peters promovierte 1931 mit der Dissertation: Ueber die Wirkung der Röntgenstrahlen auf Mikroorganismen zum Dr. med.
Seine Voluntärszeit absolvierte er zunächst am Hygienischen Institut in Bonn und danach am Krankenhaus Solingen. Danach war er als Assistenzarzt am Krankenhaus Uerdingen, von Anfang Oktober 1932 bis Ende September 1933 am Pathologischen Institut Bonn und anschließend bis Ende Juni 1934 an der Psychiatrischen und Nervenklinik Bonn. Danach wechselte Peters nach München, wo er am Hirnpathologischen Institut der Universität München beschäftigt war. Peters habilitierte sich 1938 in München im Bereich Psychiatrie und Neurologie mit der Schrift Anatomisch-pathologische Bemerkungen zur Frage der Schizophrenie.
Nach Beginn des Zweiten Weltkrieges wurde Peters zur Wehrmacht einberufen. Dort erreichte er den Rang eines Stabsarztes der Reserve und wurde mit dem Kriegsverdienstkreuz II. Klasse ausgezeichnet. Zunächst war Peters unter Franz Büchner am Institut für Luftfahrtmedizinische Pathologie des Reichsluftfahrtministeriums tätig und wechselte 1942 an dessen Außenabteilung für Gehirnforschung nach Berlin-Buch. Dort forschte er zur Unterkühlung. Peters nahm an der Tagung über „Ärztliche Fragen bei Seenot und Winternot“ am 26. und 27. Oktober 1942 teil, wo auch über die „Unterkühlungsversuche“ im KZ Dachau referiert wurde.
Nach Kriegsende wurde er Ende 1947 in einem Entnazifizierungsverfahren als Entlasteter eingestuft. Ab 1947 berichtete Peters über durch das von dem gegen Syphilis eingesetzten Medikament Salvarsan hervorgerufene Schädigungen des Zentralnervensystems. Peters gehörte 1948 dem Wissenschaftlichen Beirat des Bundes hirnverletzter Kriegsopfer an. Im selben Jahr wurde Peters außerplanmäßiger und 1952 außerordentlicher Professor. Ab 1952 leitete er als Direktor zusätzlich das Institut für Neuropathologie an der Universität Bonn und ab 1956 in Personalunion die Rheinische Landesklinik für Hirnverletzte in Bonn. Von 1961 bis 1974 war Peters Direktor einer Abteilung am Münchner Max-Planck-Institut für Psychiatrie. Peters gehörte der Gelehrtenakademie Leopoldina (seit 1971) sowie der Österreichischen Akademie der Wissenschaften an und war Verfasser zahlreicher Schriften zur Psychiatrie, Neuropathologie und Neurologie.

## Zugehörigkeit zu NS-Organisationen
Peters war 1934 kurzzeitig Mitglied der SA, am 30. Oktober 1937 beantragte er die Aufnahme in die NSDAP und wurde rückwirkend zum 1. Mai desselben Jahres aufgenommen (Mitgliedsnummer 5.355.467). Peters gehörte auch ab 1936 dem Reichsluftschutzbund und ab 1938 dem NS-Ärztebund (NSDÄB), dem NS-Dozentenbund (NSDDB) und dem NS-Fliegerkorps (NSFK) an. Beim NSFK erreichte er den Rang eines Sanitätssturmführers.